# KHL
KHL (s polnim imenom Kontinentalna hokejska liga, rusko Континентальная хоккейная лига) je mednarodna hokejska liga v Evraziji, ustanovljena leta 2008. Velja za najmočnejšo hokejsko ligo v Evraziji in drugo najmočnejšo na svetu, za ligo NHL. Večina sodelujočih klubov je iz Rusije, devetnajst, po en klub pa iz Belorusije, Kazahstana in LR Kitajske.
Prvi slovenski hokejist s pogodbo za igranje v ligi KHL je Jan Muršak pri klubu Amur Habarovsk. V sezoni 2013/14 sta bila v postavi KHL Medveščaka tudi Gal Koren in Mitja Koren. Gal Koren je v drugem krogu lige proti Dinamu iz Rige dosegel prvi gol slovenskega hokejista v ligi KHL.

## Pregled sezon
| Sezona  | Trajanje                            | Gagarinov pokal        | Finalist                | Kontinentalni pokal            | Naj. strelec                             |
| ------- | ----------------------------------- | ---------------------- | ----------------------- | ------------------------------ | ---------------------------------------- |
| 2008/09 | 2. september 2008 - 12. april 2009  | Ak Bars Kazan          | Lokomotiva Jaroslavelj  | Salavat Julajev Ufa (129 točk) | Sergej Mozjakin (76 točk: 34 G, 42 P)    |
| 2009/10 | 10. september 2009 - 27. april 2010 | Ak Bars Kazan          | HC MVD                  | Salavat Julajev Ufa (129 točk) | Sergej Mozjakin (66 točk: 27 G, 39 P)    |
| 2010/11 | 8. september 2010 - 16. april 2011  | Salavat Julajev Ufa    | Atlant Moskovska oblast | Avangard Omsk (118 točk)       | Aleksander Radulov (80 točk: 20 G, 60 P) |
| 2011/12 | 12. september 2011 - 25. april 2012 | Dinamo Moskva          | Avangard Omsk           | Traktor Čeljabinsk (114 točk)  | Aleksander Radulov (63 točk: 25 G, 38 P) |
| 2012/13 | 4. september 2012 - 17. april 2013  | Dinamo Moskva          | Traktor Čeljabinsk      | SKA Sankt Peterburg(115 točk)  | Sergej Mozjakin (76 točk: 35 G, 41 P)    |
| 2013/14 | 4. september 2013 - 29. april 2014  | Metallurg Magnitogorsk | HC Lev Praha            | Dinamo Moskva (115 točk)       | Sergej Mozjakin (73 točk: 34 G, 39 P)    |
| 2014/15 | 3. september 2014 - 19. april 2015  | SKA Sankt Peterburg    | Ak Bars Kazan           | CSKA Moskva (139 točk)         | Aleksander Radulov (71 točk: 24 G, 47 P) |
| 2015/16 | 24. avgust 2015 - 19. april 2016    | Metallurg Magnitogorsk | CSKA Moskva             | CSKA Moskva (127 točk)         | Sergej Mozjakin (67 točk: 32 G, 35 P)    |
| 2016/17 | 22. avgust 2016 - 16. april 2017    | SKA Sankt Peterburg    | Metallurg Magnitogorsk  | CSKA Moskva (137 točk)         | Sergej Mozjakin (85 točk: 48 G, 37 P)    |
| 2017/18 | 21. avgust 2017 - 22. april 2018    | Ak Bars Kazan          | CSKA Moskva             | SKA Sankt Peterburg (138 točk) | Ilja Kovaljčuk (63 točk: 31 G, 32 P)     |
| 2018/19 | 1. september 2018 - 19. april 2019  | CSKA Moskva            | Avangard Omsk           | CSKA Moskva(106 točk)          | Nikita Gusev (82 točk: 17 G, 65 P)       |